# Clepticus
Clepticus és un gènere de peixos de la família dels làbrids i de l'ordre dels perciformes.

## Taxonomia
- Clepticus africanus  (Heiser, Moura i Robertson, 2000)[1]
- Clepticus brasiliensis (Heiser, Moura i Robertson, 2000)[1]
- Clepticus parrae (Bloch i Schneider, 1801)[2][3][4][5][6]